# توماس إم. نوروود
توماس إم. نوروود (بالإنجليزية: Thomas M. Norwood)‏ (و. 1830 – 1913 م) هو سياسي، وقاضي، ومحامي أمريكي، ولد في مقاطعة تالبوت، كان عضوًا في الحزب الديمقراطي، توفي في سافانا، عن عمر يناهز 83 عاماً.

## مناصب
تولى منصب عضو مجلس الشيوخ الأمريكي ‏
- عضو مجلس النواب الأمريكي
- عضو مجلس نواب جورجيا

.

## التعليم
تعلم في جامعة إيموري
.